# Vászoly
Vászoly là một thị trấn thuộc hạt Veszprém, Hungary. Thị trấn này có diện tích 8,55 km², dân số năm 2010 là 199 người, mật độ 23 người/km².